# Lambeau Field
El Lambeau Field és un estadi de futbol americà a la ciutat de Green Bay, estat de Wisconsin, Estats Units. És l'estadi dels Green Bay Packers de l'NFL. Originalment va obrir les portes el 1957 com City Stadium, reemplaçant al vell estadi, per la qual cosa també va ser conegut com a New City Stadium fins a 1965, quan va ser reanomenat en honor del llegendari fundador, jugador, i entrenador dels Packers Curly Lambeau posterior a la seva mort.
Es tracta d'un dels recintes esportius més famosos del món. L'estadi és conegut també com The Frozen Tundra ('La Tundra Congelada), "Titletown" (Ciutat de Títols), i la Catedral del futbol americà. El sobrenom "Tundra Congelada" és el més comú. Va néixer a partir de la final del campionat el 1967 entre els Packers i els Dallas Cowboys, guanyat per Green Bay en l'última jugada del partit i considerat un dels partits més famosos de la història de la lliga. Aquest partit es va celebrar a temperatures de -13°F (-25℃) amb forts vents en el que s'ha conegut com el "Hisse Bowl" o "Bol del gel". És comú que Green Bay rep equips a Lambeau Field al desembre i gener amb temperatures extremes. El gener de 2014 els "Packers" van rebre els "49ers" de San Francisco en un partit de post-temporada amb temperatures de -12 F (-23 C). El sobrenom "Tundra Congelada" va provenir d'un film en el qual la narració del joc esmentava "the frozen tundra of Lambeau Field". Per a contrarestar la congelació de la gespa s'havia instal·lat un sistema de calefacció per sota del camp l'estiu anterior, però davant les temperatures tan baixes va fallar.
El Lambeau Field ha estat renovat dues vegades, el 2005 i el 2013, augmentant la seva capacitat des de 72.945 fins a 80.675 butaques.

## Història
Donat la petita grandària de la ciutat de Green Bay i els 13 campionats de lliga guanyats per l'equip local, el Lambeau Field ha guanyat un espai mític dins de la cultura nord-americana. És considerat un símbol de l'NFL i un dels recintes esportius més famosos del món. No obstant això, una població de només 107.000 habitants a la ciutat de Green Bay, les més de 80.000 butaques del Lambeau Field, des de 1961, estan sempre plenes. La llista d'espera per a comprar entrades de temporada és d'aproximadament 25 anys. El camp Lambeau va ser el primer estadi construït exclusivament per a l'ús d'un equip de futbol americà de l'NFL, a més de ser l'estadi que ha presentat més plens consecutius en la història de la lliga.
Al voltant de les graderies del Lambeau Field, es pengen els noms, nombres de samarreta, i anys jugats per a cadascun dels 22 jugadors dels Green Bay Packers triats al Saló de la Fama de l'NFL. També s'exhibeix, darrere de la zona d'anotació nord, les cinc figures màximes en la història de la franquícia el nombre de la qual de samarreta han sigut retirats. Les samarretes retirades són de Do Hutson (14), Tony Canadeo (3), Bart Starr (15), Ray Nitschke (66), i Reggie White (92). Cap altre jugador dels Packers podrà usar aquests nombres en la seva samarreta en el futur. El 2015 s'ha anunciat el retir del número 4, que correspon al llegendari mariscal dels Packers, Brett Favre, qui va jugar el seu últim partit el 2010.
Una de les tradicions més característiques i més conegudes dels partits dels Green Bay Packers a l'estadi Lambeau Field és el "Lambeau Leap" (El Salt de Lambeau). Cada vegada que un jugador dels Packers anota un touchdown, salta a la tribuna perquè els seguidors l'abracin.

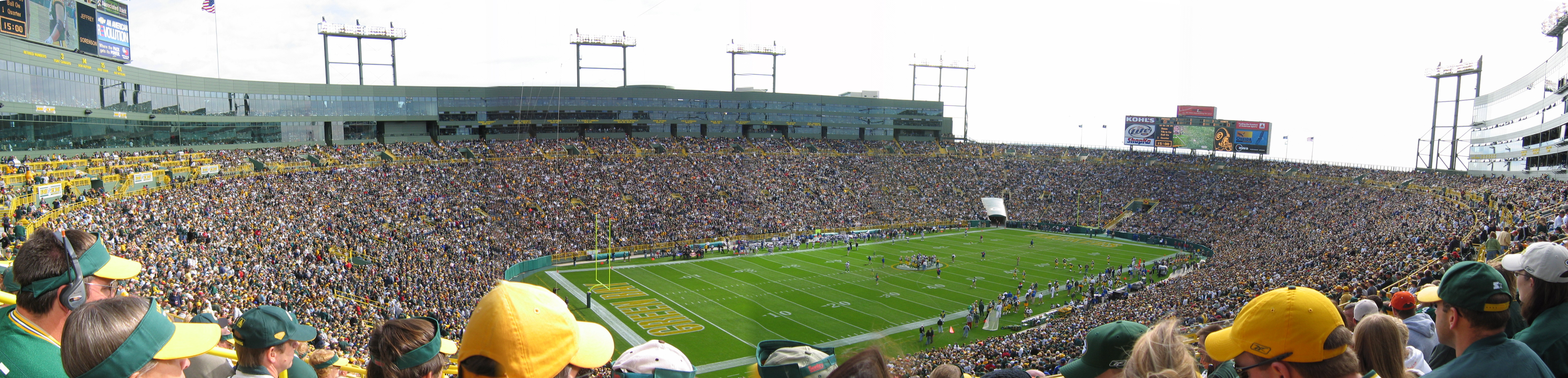
Imatge panoràmica de l'estadi Lambeau Field.